# Euonymus subsulcatus
Euonymus subsulcatus är en benvedsväxtart som beskrevs av David Prain. Euonymus subsulcatus ingår i släktet Euonymus och familjen Celastraceae. Inga underarter finns listade.